# Allan Gibbard
Pour les articles homonymes, voir Gibbard.
 (août 2018).
Allan Gibbard est un philosophe américain né en 1942. Il est connu en théorie du choix social pour être l'auteur avec Mark Satterthwaite du théorème de Gibbard-Satterthwaite selon lequel toute règle de vote non dictatoriale est manipulable.

## Publications
- (en) Allan Gibbard, « Manipulation of Voting Schemes : A General Result », Econometrica, vol. 41,‎ 1973, p. 587-601